# Josefa Díaz Fernández
Josefa Díaz Fernández (Cádiz, 29 de enero de 1871 – Cádiz, 18 de mayo de 1918), conocida artísticamente como Pepa de Oro, fue una bailaora y cantaora española.
Alcanzó la fama cuando introdujo en España las primeras milongas aflamencadas del folklore argentino en 1904.

## Biografía
Josefa Díaz Fernández, Pepa de Oro, nació en Cádiz el día 29 de enero de 1871. Fue hija del matador de toros Francisco Díaz García, Paco de Oro, y de la cantaora Agustina Fernández Fernández. Pepa de Oro, más conocida por su papel en el mundo del baile que en el del cante, desde jovencita acompañó a su padre en las temporadas taurinas de Hispanoamérica. Allí conoció y absorbió el cante de la milonga y le aportó su sello personal, injertándole el compás del tango; y a ella se le debe la creación de la milonga flamenca.
Su abuelo, por línea paterna, fue el matador de toros Gaspar Díaz Cantoral, conocido como Lavi, y sus bisabuelos fueron el matador de toros, José Díaz Jorge, conocido como Agualimpia, y la cantaora María Cantoral Valencia la Cantorala, ambos gitanos. Otro hermano de su abuelo Gaspar fue otro matador de toros, Manuel Díaz Lavi, y una hermana de ellos fue Gabriela, quien contrajo matrimonio con el torero José Gabriel Ortega, conocido como Chicuco, cuya unión fue el comienzo de la dinastía de los Ortega de Cádiz, de donde nacieron toreros, cantaores y bailaores a raudales, como Rafael el Gallo, Joselito el Cuco, Barrambín y Lillo, en el toreo; Manolo Caracol, Enrique Ortega el Gordo, Jacoba, Ortega el Viejo y Joselito de la Morala, en el cante; y en el baile la señá Gabriela, Rita, Carlota, Rosario, Regla, Rafael Ortega, Inés la del Columpio y un largo etcétera.
Por la línea materna, hermanos de su madre fueron los grandes cantaores María Fernández la Borrico, y Pedro Fernández, conocido como el Viejo de la Isla.
Tras la muerte de su madre, con 21 años, en 1873, su padre contrajo matrimonio con Juana Vargas Ceda. En estos momentos, su padre y Juana no residían en la misma casa, por lo que tuvieron que iniciar los trámites del expediente de pobreza. María Ceda, madre de Juana, se encargó de criarla, junto a su hermanastra, Antonia Díaz Vargas, nacida en 1884.
Pepa de Oro fue una figura muy popular en los cafés cantante de Jerez de la Frontera, Cádiz, Málaga, Sevilla, Madrid, etc. En 1885 se encontraba ya en plena actividad artística en el jerezano Café de Caviedes, obteniendo grandes aplausos de los aficionados que llenaban los cafés noche tras noche.
Fue contratada por el jerezano Juan Junquera para hacer una gira por Argentina. A su vuelta, Pepa de Oro había adaptado la milonga a su estilo más característico, el flamenco, y la ofreció como número principal de su repertorio a todo su público. En esta época, Pepa de Oro llegó a actuar en el Salón Filarmónico, donde compartió escenario con artistas como Enriqueta la Macaca, Carmen la Pichira, Carlota Ortega o Antonia Gallardo la Coquinera, entre otros.
En su juventud, Pepa de Oro se casó con un banderillero. Quedó viuda y, posteriormente, contrajo matrimonio con Esteban de Jerez, del que se separó tiempo después. Por último, convivió con un cantaor sevillano apodado El Macareno. Ambos pusieron una pensión en la calle Núñez de Arce en Madrid. Pasados algunos años, ella decidió volver a Cádiz. En esta época ya no cantaba y, económicamente no pasaba un buen momento.
Falleció a los 47 años en Cádiz el día 18 de mayo de 1918.

## La milonga flamenca

### Historia de la milonga
La milonga flamenca se considera un estilo que deriva del flamenco, que fue introducido en España por los numerosos colonos, repatriados, artistas y soldados que regresaron de las colonias a finales del siglo XIX, evocando en sus cantos las tierras americanas.
La milonga argentina es un estilo eminentemente cantable y proviene de la llamada «payada de contrapunto», y tiene profundas conexiones en el plano rítmico-métrico y en el armónico con la habanera y el tango antillano. La milonga, junto a la vidalita, la rumba, la colombiana, la guajira, etc., pertenecen al conjunto de los palos flamencos, conocidos como «cantes de ida y vuelta».
Desde el punto de vista musical, resulta interesante el aflamencamiento de una música foránea manteniendo, sin embargo, el ritmo originario y el acento primigenio.
El proceso evolutivo que siguió la milonga argentina hasta su definitivo aflamencamiento probablemente comenzó con el yaraví, y otros géneros llamados tristes, para a continuación aparecer la cifra y por fin la milonga. En 1860 el triste se convirtió en milonga, alcanzando esta su mejor momento entre 1880 y 1910.

### El compás
Al igual que la vidalita, la milonga se basa en la métrica de los tangos-tientos, prescindiendo en muchas versiones de su compás característico para realizarse libre.

### La tonalidad
El primer tipo comienza sobre el modo flamenco para finalmente modular al mayor en la rumbita, imprimiendo al estilo el sentido bailable primigenio. Este tipo fue el más característico de Pepa de Oro.
El segundo tipo es de tiempo más pausado y en tonalidad menor, más al estilo de la vidalita. No obstante, la ambigüedad tonal entre el mayor y el menor en momentos determinados del cante es un rasgo característico de la melodía de milonga flamenca, que siempre acaba resolviendo en menor. Este tipo fue el más practicado por Juan Simón.
El esquema armónico se basa en la alternancia de tónica y dominante con variaciones personales de cada cantaor. En muchas ocasiones se suele confundir la milonga con la vidalita. Esta confusión se debe principalmente al similar carácter rítmico y melódico de los dos estilos, aunque también se debe al nombramiento de la vidalita en algunas coplas de milonga.
También es característica la realización de la apoyatura de la novena menor a la octava, que realiza la guitarra en la cuarta cuerda (por arriba) como un elemento paradigmático de milongas y vidalitas flamencas que además recuerda el acompañamiento de la milonga argentina.

### La milonga de Pepa de Oro
La primera milonga con verdadero carácter flamenco, y compás de tango-tiento, es la que popularizó Pepa Oro a finales del siglo XIX. Así, ella lo fusionó con la milonga coreográfica para que se cantase mientras se bailaba.
Este cante tiene dos partes bien definidas, la primera, la verdadera milonga con su retahíla de versos sobre un breve motivo melódico, y la rumbita final. 

## Homenajes
El cantaor flamenco Pepe de la Matrona (1887 – 1980) recordó el cante de Pepa de Oro y lo presentó limpio de los excesos que caracterizan al cante marchenista.
El Concurso Nacional de Arte Flamenco de Córdoba creó en su XIII edición (1992) el Premio "Pepa Oro" para guajiras, punto cubano, colombianas, en primer lugar, y para milongas y vidalitas en segundo lugar.
Al considerar en aquella XIII edición su coincidencia con la celebración del V Centenario de América, se vio la conveniencia de añadir un grupo en la sección del cante, el de los llamados cantes de ida y vuelta. 
Encontrar un nombre para esta categoría originó un fuerte debate. Por una parte, los cantes de ida y vuelta eran la última creación artística que había tenido el género. Sus máximos cultivadores habían sido los divos flamencos, aquellos que dieron valoraciones armoniosas y teatrales. No en vano se nutrieron de partituras de Zarzuela y Género Chico.
Ese reto que suponía en los concursos de Córdoba los cantes de ida y vuelta tenía que salvar la tentación fácil de ponerle el título de Niño de Marchena. Surgió el de Pepa Oro (Pepa de Oro) y ganó el debate.
Fernando el de Triana, escritor, libretista, cantaor y guitarrista flamenco, en su libro Arte y artistas flamencos (1935) dice así: 
“Fue Pepa puntera bailaora de arrogante figura y, aunque no era gitana, cualquiera hubiera dicho que era pura cañí. Como número extraordinario cantaba unas milongas a compás de tangos, que a la vez bailaba, y que el público aplaudía con verdadero entusiasmo". 
En esta ocasión, el escritor se equivocó al decir que no era gitana, pues estaba mal informado.
En enero de 2018, el Ayuntamiento de Cádiz, a instancias del director de Cultura y de la asociación El Buen Compás, aprobó la sustitución del nombre de la plaza del barrio Santa María, que hasta ese momento recibía el nombre de Beni de Cádiz, por el nombre de Pepa de Oro.